# Tepehuaner
Tepehuaner (Tepehuán, Tepehuanes eller Tepehuanos, från Nahuatl = “Folk från bergen”) är ett ursprungsfolk i nordvästra Mexiko, vars byar vid tiden för den spanska erövringen sträckte sig över ett vitt territorium längs Sierra Madre Occidental från Chihuahua och Durango i norr till Jalisco i söder. Det sydliga Tepehuán-samhället inbegrep en isolerad bosättning (Azqueltán) i mitten av Huichol territoriet i Río Bolaños-flodens canyon. Tepehuanerna i söder refererades historiskt som tepecanos.

## Språk
Deras språk, Tepehuán, som inkluderade nordlig, sydlig och sydvästlig tepehuán, är en del av den Uto-aztekiska språkfamiljen och besläktat med Pima Bajo och Tohono O'odham. Namnet är lätt att förväxla såväl med talarna själva som med det icke besläktade tepehua, vilket räknas till Totonakiska språk.
Folkgruppen delas efter språk i mindre grupper: De nordliga kallas Odami = "folk", och består av Baborigame och Nabogame. De sydliga heter Dami = "folk", och kallas helt enkelt sydöstliga respektive sydvästliga tepehuáner.